# Mont Royal
Mont Royal (engelska: Mount Royal) är ett berg i centrala Montreal i provinsen Québec i sydöstra Kanada.   Det ligger i provinsen Québec, i den sydöstra delen av landet, 160 km öster om huvudstaden Ottawa. Toppen på Mont Royal är 233 meter över havet.
Terrängen runt Mont Royal är huvudsakligen platt, men den allra närmaste omgivningen är kuperad. Mont Royal är den högsta punkten i trakten. Runt Mont Royal är det mycket tätbefolkat, med 6 241 invånare per kvadratkilometer.. 
Runt Mont Royal är det i huvudsak tätbebyggt.